# Chełm
Chełm (ukrajinsky Холм) je historické město ve východním Polsku. Leží na říčce Uherka (přítok Bugu), 25 km západně od hranice s Ukrajinou a je druhým největším městem Lublinského vojvodství – roku 2008 zde žilo 67 782 obyvatel. V letech 1975–1998 zde sídlilo Chełmské vojvodství.

## Dějiny

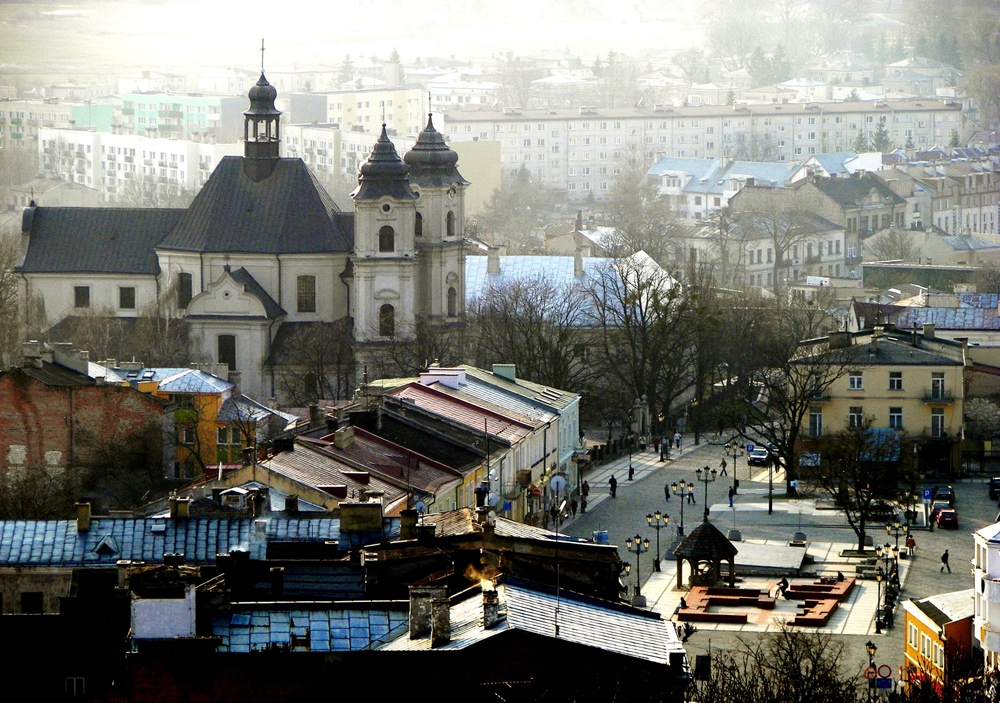
Pohled na Chelm, vlevo Apoštolský chrám

Sídlo vzniklo zřejmě již v 10. století, kdy Polsko a Kyjevská Rus soupeřily o tyto země a střídavě vstupovaly na hranice obou zemí; roku 1237 zde však Danylo Romanovyč (Haličský) nechal zřídit pevnost a Chełm se stal načas sídlem Haličsko-volyňského knížectví. 
V roce 1349 se Chełm a země Chełm opět nacházely v hranicích Koruny Polského království. Chełm byl centrem obchodní cesty mezi Východem a Západem.
Po třetím dělení Polska v roce 1795 byl Chełm anektován Rakouskem. Zatímco v roce 1815, po Vídeňském kongresu, byl Chełm a tato část Polska podřízena Ruskému impériu. 
V roce 1918 se Chełm vrátil do Polska, které znovu získalo nezávislost. V letech 1939 až 1945 byl Chełm okupován nacistickým Německem, v roce 1944 osvobozen Rudou armádou a vrácen Polsku.

## Kultura a náboženství
Díky své poloze na rozhraní polského, ukrajinského a běloruského živlu byl Chełm centrem jak římského katolicismu, tak řeckokatolictví a pravoslaví. Kromě toho zde existovala silná židovská komunita. Ve městě se dochovalo množství především sakrálních památek.
Až do druhé světové války byl Chełm osídlen převážně Poláky a Židy, v důsledku holokaustu je dnes Chełm obýván téměř výhradně Poláky.
V Chełmu se narodil první ukrajinský prezident Mychajlo Hruševskyj (1866–1934).

## Hospodářství a doprava
Chełm leží na hlavní železniční trati Lublin – Kovel, součásti magistrály spojující Varšavu a Kyjev. Místní trať do Włodawy, jež kdysi vedla až do běloruského Brestu, je od roku 2002 bez osobní dopravy. Prochází tudy také silnice č. 12, spojující západ a východ Polska. MHD zajišťují autobusy.

## Partnerská města
- Kovel, Ukrajina
- Łuck, Ukrajina
- Morlaix, Francie
- Utena, Litva
- Sindelfingen, Německo
- Knoxville, Tennessee, USA[2]